# Harold Hawkins
Harold Ingleby Hawkins (* 22. Juli 1886 in London; † 16. Juni 1917 in Arras, Frankreich) war ein britischer Sportschütze.

## Erfolge
Harold Hawkins nahm an den Olympischen Spielen 1908 in London in vier Disziplinen teil. Im Mannschaftswettbewerb mit dem Freien Gewehr belegte er den sechsten Platz. Die drei übrigen Wettkämpfe bestritt er im Einzel mit dem Kleinkalibergewehr. Im liegenden Anschlag erreichte er den achten Platz, den Wettbewerb auf das bewegliche Ziel beendete er auf dem 19. Platz. Weitaus erfolgreicher verlief für Hawkins der Wettkampf auf das verschwindende Ziel, in dem er wie sieben weitere Konkurrenten den Bestwert von 45 Punkten erzielte. Nach Auswertung der Ziele wurde William Styles zum Olympiasieger erklärt, während Hawkins auf dem zweiten Platz gewertet wurde und damit die Silbermedaille gewann.
Er diente bei den Royal Fusiliers. Im Ersten Weltkrieg fiel Hawkins, der den Rang eines Captains bekleidete, 1917 in Arras.